# 牛廻越

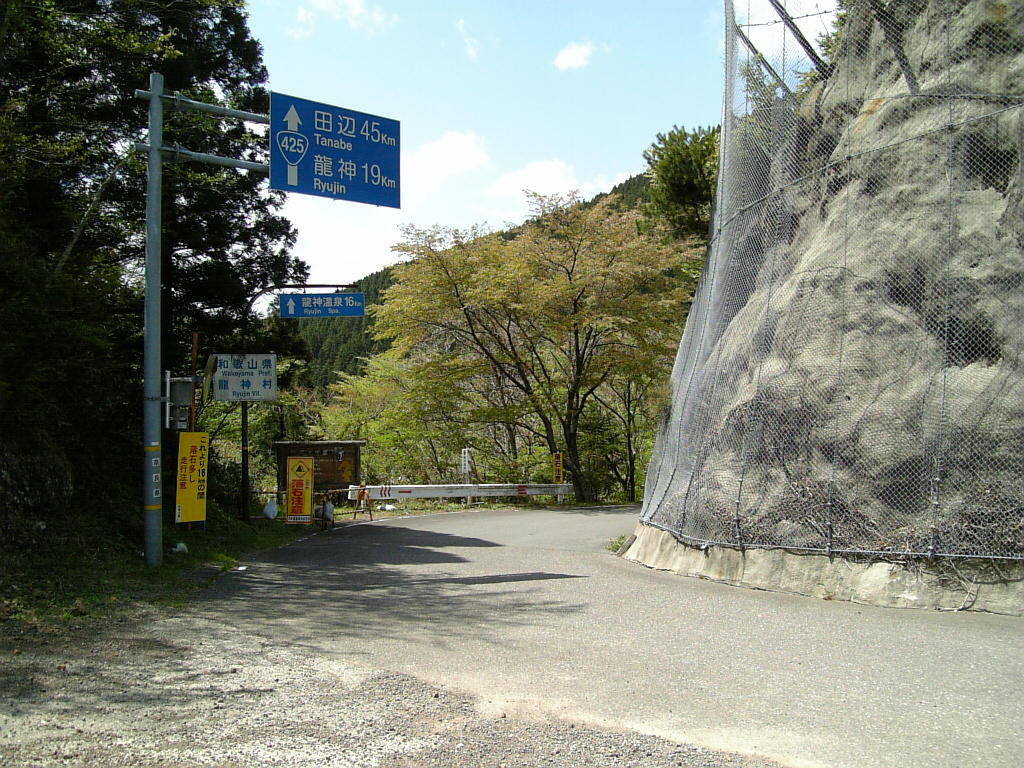
牛廻越

牛廻越（うしまわしごえ）は、奈良県十津川村迫西川にある峠。紀伊半島を横断する国道425号の和歌山県田辺市龍神と奈良県吉野郡十津川村の県境より少し十津川側に位置する。標高は約800m。
このあたりは道幅も狭く、ガードレールがない所も多い。そのため、国道311号開通後このあたりを通る人は少ない。冬季は積雪のため通行不可となる。近畿では暗峠、百井別れと並ぶ酷道名所となっている。
近くにある牛廻山は近畿百名山のひとつ。
牛廻越えには徒歩で十津川温泉から谷あいを直線的に進み、小坪瀬から迫西川を経て牛廻山の大峠を越える口太越えのルートがあった。牛の背に米や味噌を積んでこの道を運んだが峠にかかる頃には道は険しく人の背に荷物を移し牛を廻した（帰した）ことから牛廻しの名がついたと、地元では言われている。
昔は村の女や子供の駄賃稼ぎとして、背に荷物を担いで峠を越える仕事があった。片道を半日かけ、早朝に出掛け夕方に戻る一日仕事だったという。